# Villa perimele
Villa perimele är en tvåvingeart som först beskrevs av Christian Rudolph Wilhelm Wiedemann 1828.  Villa perimele ingår i släktet Villa och familjen svävflugor. Inga underarter finns listade i Catalogue of Life.